# Длинноклювая йора
Длинноклювая йора (лат. Aegithina lafresnayei) — вид птиц монотипического семейства йоровых. Видовое латинское название дано в честь французского орнитолога Фредерика де Ла Френе (1783—1861).
Вид распространен в тропических и субтропических низменных дождевых лесах Юго-Восточной Азии. Встречается на юге Мьянмы, в Таиланде, Лаосе, Камбодже, Малайзии, Вьетнаме и на юге Китая.
Птица длиной 13—15 см. Верх головы и спина оливкового окраску. Крылья и хвост чёрные. Горло, грудь и брюхо жёлтые. Клюв и ноги чёрные. Во время брачного сезона у самцов голова и спина становятся тёмно-зелёной окраски.
Держатся в одиночку или парами. Птицы питаются насекомыми. О биологии размножения сведения отсутствуют.